# Заславль
Заславль, Заслав або Заслав'я (біл. Засла́ўе, Zaslaŭje) — місто в Білорусі, у Мінській області на річці Свіслоч де вона впадає в Заславське водосховище. Місто розташоване за 27 км від Мінська. Залізнична станція Білорусь на лінії Мінськ — Молодечно

## Історія
Заславль — літописний Ізяслав, Жеславль. Згідно з літописними переказами побудований наприкінці X ст. київським князем Володимиром Святославовичем, який віддав його дружині Рогнеді Рогволодовні і синові Ізяславу . (можливо, на честь його і названий). Вперше згадується в літописах в 1127-28 у зв'язку з походом великого князя київського Мстислава Володимировича на землю Полоцьку. У той час Заславль був укріпленим містом, центром удільного князівства Ізяславського.
В 1127 році Ізяславль потерпав від Мстислава Мономаховича, а в 1159 році від міжусобиць князів Глібовичів з Борисовичами.
В XIV столітті Ізяслав був підпорядкований Литві і став власністю Явнутія, скинутого братами з віленського престолу; як Іжеславль він згадується в літописі в числі міст литовских. В Ізяславі правив нащадок Євнутія (Явнута), князь Михаїл Іванович.
З XIV ст. Заславль був у складі Великого князівства Литовського. В литовські ж часи Ізяслав став іменуватися Заславом. До XVI ст. вважався містом.
У 1345 Заславль був відданий литовським князем Кейстутом племінникові Евнуту Гедіміновічу. У 1433 — захоплений Свидригайлом і спалений, жителі узяті в полон. З 1539 Заславль — власність феодалів Глібовичів, з 1573 — А. Пшездецького, з 1678 — Сапегів.
У XVI ст. в Заславлі існувала друкарня, у якій була видана Біблія Симона Будного (1574)
З 1793 Заславль входить до складу Росії як містечко Мінського повіту.
У листопаді 1917 в Заславлі була створена Рада робочих і солдатських депутатів, що встановила Радянську владу.
У червні 1941 Заславль окупований німецькими військами, звільнений 4 липня 1944.
З 1959 Заславль — міське селище в Мінському районі.

### Сучасне місто
За архітектурно-планувальним рішенням місто підрозділяється на три частини, або мікрорайони. Один з них — історичний центр. Тут розташована велика частина історико-археологічного заповідника, а також відома індивідуальною, головним чином старою, забудови, міська Рада, установи соціально-культурного і побутового призначення: Будинок культури, бібліотека, Будинок сімейних урочистостей, загальноосвітня середня і музична школи, спеціальна школа-інтернат, комбінат побутового обслуговування, ательє, магазини, лікарня, аптека.
Другим мікрорайоном є виробничий, соціально-побутовий і житловий комплекс Білоруської зональної дослідницької станції по птахівництву.
Третій мікрорайон, розташований за залізничною магістраллю, є промисловим центром Заславля. У цій зоні побудована велика кількість багатоповерхових житлових будинків, магазини, загальноосвітня середня школа, Будинок піонерів і школярів, два дитячі сади.

## Визначні пам'ятки
- Заславський замок: мурована Спасо-Преображенська церква (оборонного типу, 1577 р., XVII ст.), вал, замкові ворота, кам'яний хрест.
- Етнографічний музей: музей, паровий млин, комора, будинок завозників. Дерев'яні споруди початку XX ст.
- Костел Різдва Діви Марії. 1774 - 1799 рр., бароко.